# Сенкевич, Юрий Николаевич
Ю́рий Никола́евич Сенке́вич (род. 17 ноября 1954, Барановичи, Белорусская ССР, СССР) — советский и российский спортсмен и тренер по самбо. Заслуженный тренер России.

## Биография
Мастер спорта СССР по самбо.
В 1986 году окончил ульяновский педагогический институт.
Тренер-преподаватель КСДЮШОР № 13 «Волгарь» (Тольятти).

## Достижения воспитанников
Тренировал многих победителей и призёров международных и всероссийских соревнований. Наивысших успехов добились Валерий Данилов, ставший трёхкратным чемпионом мира по самбо, и Евгений Исаев, ставший четырёхкратным чемпионом мира по самбо и абсолютным чемпионом России по дзюдо.